# Divinità de I Cavalieri dello zodiaco
Segue un elenco delle divinità che compaiono o vengono nominate nell'anime manga I Cavalieri dello zodiaco.
In questa pagina sono riportate solo le descrizioni delle divinità che non hanno avuto un ruolo fondamentale nella storia, o sono state solo nominate.

## Dei greci
Nell'intera saga di Saint Seiya gli dei greci sono quelli che appaiono più di frequente, visto l'ambiente della serie prettamente ellenico, e sembrano anche essere quelli che hanno avuto un ruolo più incisivo rispetto ad altri nella storia del mondo.

### Dei olimpici

#### Atena
Dea della saggezza e della giustizia, figlia di Zeus e protettrice della Terra. Ricevette questo incarico nell'epoca dei miti dal padre Zeus, e la sua prima guerra fu contro Poseidone per il controllo dell'Attica. Il corpo mitologico della dea finora è comparso in un flashback, quando Atena dona la spada Excalibur al Cavaliere del Capricorno; Atena mitologica la vediamo anche nel manga Next Dimension, quando viene descritta la Silver Cloth della coppa di Suikyo. Questo corpo è disegnato in maniera uguale alla statua di Atena, coi capelli e gli occhi castani.
Ne sono note tre incarnazioni umane, rispettivamente due del 1743 e una del 1986: Sasha (Lost Canvas), Sasha (Next Dimension) e quella principale più famosa e presente nelle varie opere cioè Saori Kido, nota in Italia come Lady Isabel (serie classica). 
I guerrieri della dea Atena sono gli 88 Saint di Atena.

#### Apollo
Apollo (アポロン?, Aporon), è il dio delle arti e del sole, fratello di Atena e gemello di Artemide. Nel manga I Cavalieri dello zodiaco - Episode G appare la sua sagoma ma non viene mostrato direttamente (quando il principe troiano Ettore, riportato in vita dal dio Ponto, rivela che il dio del sole lo proteggeva durante la guerra di Troia). 
Nei manga viene mostrato per la prima volta nella parte finale del manga di Saint Seiya - Next Dimension - Myth of Hades sequel canonico del manga classico; Dio del Sole e fratello maggiore di Athena e gemello di Artemis. Apollo ha l'appellativo della divinità dell'olimpo con il più alto senso di giustizia e anche la più severa. Possiede un'armatura dorata ed uno scettro dorato (probabilmente la sua Kamui), sulla fronte ha il simbolo del Sole, inoltre viaggia si un carro volate trainato dai tre cavalli alati, tre pegasi che in realtà sono 3 Angels. Come viene detto abita sull'Olimpo nel Tempio di Apollo. 
Al suo apparire viene detto che è come se la sua sola presenza fosse sufficiente a spazzare via tutto il male del mondo. Come accade nel film anche in Saint Seiya Next Dimension cancella la memoria di Seiya e tutti gli altri , ma in Saint Seiya Next Dimension lo fa per un motivo molto valido, cioè li punisce poiché Athena ha rischiato di distruggere il mondo per salvare Seiya.
Nell'anime, Apollo appare nel quinto film animato (Le porte del paradiso) del 2004, doppiato da Yamaji Kazuhiro nella versione giapponese e da Claudio Moneta in quella italiana. Contraddistinto dai capelli rossi somiglianti alle fiamme della corona solare, compare verso la fine del film, quando interviene nello scontro tra le due sue sorelle Atena e Artemide. Cerca di strangolare Atena ma viene fermato da Pegasus a cui Apollo distrugge armatura e vestiti. Qui Apollo considera gli esseri umani insignificanti. La fine del duello non viene mostrata ma si vede Pegasus indossare una nuova armatura e ferire alla guancia il dio, per poi svanire. Da notare che quest'ultima scena si trova dopo i titoli di coda, poiché il film finisce con una scena dove Pegasus (privo di memoria, cancellata da Apollo) incontra Isabel in una casa di montagna e la ragazza gli augura di poter trovare quello di cui è alla ricerca.
Nel quinto film Apollo è in grado di dissolvere i colpi nemici, abilità che usa per difendere la sorella Artemide dall'attacco di Pegasus, si rivela anche capace di teletrasportare se stesso e gli altri, può generare un fortissimo calore dalle mani e creare delle sfere di fuoco per difendersi. Il suo colpo più potente, probabilmente, è quello usato per uccidere Pegasus (per cancellare la memoria, visto il finale del film), e genera un'immensa esplosione che sembra dissolvere tutto ciò che circonda il dio. 
In Next Dimension, Apollo usa il suo scettro per colpire gli avversari. Le sue 2 sorelle le dee Artemide e Atena hanno entrambe paura di lui, probabilmente perché il dio è più potente di loro. Come accade nel film, Apollo con un solo colpo cancella la memoria di Atena e dei 5 Saint teletrasportandoli inoltre anche sulla terra, privi di memoria.

#### Abel
Nel terzo film animato (La leggenda dei guerrieri scarlatti) appare come principale antagonista il personaggio Abel (アベル?, Aberu), che viene identificato arbitrariamente come "Apollo" nella prima edizione del doppiaggio storico italiano ad opera Granata Press negli anni '90 (doppiato da Claudio Moneta). Nell'originale giapponese, come pure nella versione successiva del doppiaggio italiano ad opera di Dynamic Italia (doppiato da Massimo De Ambrosis), il personaggio di Abel non è mai identificato come Apollo ed è invece presentato come un altro figlio di Zeus (quindi fratello di Atena) e di potenza quasi pari al padre; autoproclamatosi dio del sole, cercò di prendere possesso del mondo sottraendolo al dominio degli altri Dei, fino ad irritare Zeus ed Apollo per poi essere "perseguitato dalla collera divina e ucciso". Il suo nome venne poi cancellato dalla storia e fu infine Apollo a mantenere il ruolo di dio del sole. In originale il personaggio si presenta come "Abel" e con tale nome viene chiamato dagli altri personaggi, inclusa Atena; il Maestro dei Cinque Picchi si riferisce a lui con l'appellativo di "Febo" ("splendente"), che nella mitologia classica si applica proprio ad Apollo in quanto dio del sole, ma narrandone la storia chiarisce che non sono la stessa divinità. Il loro aspetto è ad ogni modo simile, tuttavia Abel ha capelli di colore azzurro anziché rosso fiammeggiante.
Saputo che la sorella Atena è anche lei rinata sulla Terra, Abel va a prenderla in un prato fiorito dove la Dea sta guardando il sole. Spiegatagli le sue intenzioni di purificare il mondo dall'umanità, l'accompagna al tempio della Corona con i Cavalieri d'oro resuscitati e i suoi tre cavalieri, Atlas, Jao e Berenice. Atena però ha solo finto di voler aiutare il fratello nei suoi piani di distruzione del mondo e ne approfitta per attaccarlo. Abel reagisce inducendo la sorella in un sonno forzato e profondo, che la condurrà in un cammino eterno vero i Campi Elisi. Alla fine Atena viene liberata da Pegasus e Abel viene trafitto dalla freccia d'oro di Sagitter. Il personaggio di Abel, contraddistinto da occhi e capelli azzurri, è presente anche nel 4° film L'ultima battaglia,  come spirito in quanto sostiene il potere di Lucifero ed attraverso di lui può esercitare il suo cosmo scatenando eruzioni vulcaniche. Il demone viene però sconfitto ed Abel ritorna nel Tartaro insieme a Discordia e Nettuno.
Nel terzo film animato, Abel mostra la capacità di creare delle piccole sfere di energia, che tiene nelle mani, che però hanno un immenso potere distruttivo, con questo attacco riesce, infatti, ad uccidere Isabel ed usa il suo Cosmo per condurla verso i Campi Elisi. Abel è anche in grado di generare delle sfere di energia di media grandezza, il cui potere offensivo è immenso, basta pensare che con un solo di questi attacchi riesce a sconfiggere Crystal e Sirio e a danneggiare gravemente le armature d'oro della bilancia e dell'acquario; l'ultima abilità che il dio dimostra possedere, per quanto riguarda questo film, è la capacità di riflettere gli attacchi che gli vengono portati. Si dimostra anche in grado di riportare in vita i morti, riportando alla vita i Cavalieri d'Oro defunti durante la battaglia alle dodici case e di scatenare immense catastrofi naturali, in modo particolare connesse a terremoti e vulcani (come mostrato nel quarto film). Nel primo doppiaggio della Granata Press viene inoltre detto che è capace di leggere nella mente altrui, anche in quella degli dei, mentre nel doppiaggio della Dynamic Italia legge nei cuori altrui (e non nel pensiero).

#### Artemide
(Artemide ad Atena, dal film Le porte del paradiso)
Artemide (アルテミス?, Artemis) è la dea della Luna e della Caccia, gemella di Apollo e sorella maggiore di Atena, ispirata all'omonima dea della mitologia classica conosciuta dai romani col nome di Diana.
Il personaggio è stato creato inizialmente per il film Le porte del paradiso e in seguito ripreso anche nel manga sequel della serie classica Saint Seiya - Next Dimension - Myth of Hades (dove per il suo nome viene mantenuta la dicitura anglolatina Artemis, anche nell'edizione italiana). In entrambe le versioni della storia è presentata come la sorella maggiore di Atena ma, a sua differenza, ella non si è reincarnata in un umano ed appare col suo vero corpo. È doppiata da Yurika Hino nella versione giapponese e da Loredana Nicosia in quella italiana.
Mentre Atena sta curando Pegasus, rimasto ferito durante lo scontro con Ade, viene attaccata da tre cavalieri detti Angeli, seguaci della dea Artemide. All'apparire improvviso di un'enorme luna, si manifesta anche la sua signora, sorella maggiore di Atena; Artemide ordina alla sorella di rinunciare a proteggere gli uomini e di consegnarle il suo scettro, simbolo del dominio sulla Terra. Atena accetta, ma in cambio desidera che la sorella perdoni i suoi Cavalieri per aver sfidato gli dei: sarà lei stessa a scontare le loro colpe, sottoponendosi all'Espiazione sacrificale, un rito che purificherà i peccati degli uomini col suo sangue. Artemide e i suoi Angeli prendono così possesso del Grande Tempio in Grecia e cercano di impedire che i Cavalieri raggiungano Atena. Nonostante i suoi sentimenti contro l'umanità, che gli dei hanno deciso di annientare, Artemide nutre un profondo affetto per Toma di Icaro, uno dei suoi Angeli; seppur umano, ella lo considera diverso da tutti gli altri, l'unico che abbia mai scelto. Quando, dopo diversi scontri, Pegasus raggiunge Atena, che lo purifica dalla maledizione di Ade invece di ucciderlo, Artemide si adira con la sorella minore e fa comparire il suo arco d'oro, pronta a scagliare la sua letale freccia della luna. Nel momento in cui scocca la freccia, a frapporsi tra questa e Atena, vi è Icaro, il suo pupillo. Artemide ne sembra turbata. Pegasus, dunque, ritenendo senza senso i discorsi di Artemide sulla superiorità degli dei e rimasto colpito dalle parole di Toma su ciò che significa essere uomini, osa sfiorare la dea con un suo colpo: in quel momento, ancora più adombrato, giunge Apollo, fratello delle due dee, che decide di porre un termine alla hýbris di Pegasus.
In Next Dimension Artemide è apparsa nei capitoli 15 e 16, quando Athena si reca da lei sull'olimpo nel tempio della luna, per chiederle aiuto per salvare Seiya di Pegasus dalla maledizione della spada di Hades che rischia di ucciderlo, facendo tornare indietro il tempo. Artemide, però, non dispone di questo potere e dice alla sorella di recarsi alla ricerca di Chronos, il Dio del Tempo, unico tra gli dei che può far tornare indietro nel tempo. Fisicamente il suo aspetto è diverso dall'Artemide disegnata da Araki ne Le porte del Paradiso: i capelli sono lisci come quelli di Saori, mentre gli occhi sono scuri e mandorla come Papillon. Ultimo particolare è il simbolo a mezzaluna presente sulla fronte, in stile Sailor Moon. Inoltre indossa un'armatura dorata (si presume che sia la sua armatura divina), che copre elegantemente il suo corpo, è possiede uno scettro dorato, che è una lancia affilata a mezza luna.
Originariamente (come si può vedere dai settei) anche l'Artemide del film doveva avere i capelli più lisci, mossi solo alla punta In Next Dimension Artemis dimora sull'Olimpo, nel Santuario della Luna(situato alle pendici del sacro monte), un enorme tempio protetto dalle sue Guardiane Lunari comandate dalla comandante Callisto. Qui appare anche la strega lunare Hecate (che poi aiuterà Atena) col compito di fare da guardia alla strada che conduce al santuario lunare. Proprio come la mitologia, Artemide è circondata da ancelle che sono ottime arciere (in Next Dimension come vediamo hanno il nome di Satelliti), ed vi è anche Callisto, che nella mitologia è la sua amante.
Artemide (quella vista in Next Dimension), appare anche nel manga Saintia Sho.
Al suo apparire, Artemide ha la capacità di mutare il giorno in notte e di far comparire una luna gigantesca, che brilla in cielo, più splendente del sole. Durante lo scontro con Atena, al suo Tempio, Artemide muta lo spazio di questo luogo in un'altra dimensione, in seguito infranta dagli scontri ripetuti di Pegasus e Icaro. Inoltre è in grado di levitare e camminare nei cieli. La sua arma principale è un arco d'oro, con il quale può scagliare la freccia della luna (Tsuki no ya in lingua giapponese), una potente arma in grado anche di uccidere una divinità ed infatti Artemide la scocca contro sua sorella Atena, traditrice degli dei. In Next Dimension possiede un lungo scettro dorato la cui estremità è a mezzaluna (simile ad una falce affilata), che usa come arma, è come poteri si dimostra in grado di distorcere lo spazio-tempo, espellendo Isabel e Andromeda dal suo tempio situato ai piedi dell'Olimpo, e facendoli tornare sulla strada che avevano percorso per arrivare da lei. Viene inoltre detto che lei controlla il moto della Luna.

#### Ares
Sebbene venga solo nominato nell'ipermito, nel primo volume del manga classico e in Episode G, il dio della guerra violenta Ares svolge un ruolo importante all'interno della saga di Saint Seiya.
Nell'ipermito scritto da Kurumada, Ares è il fratello e nemico di Atena, che mosse guerra alla sorella accompagnato dalle quattro divinità a lui fedeli (Phobos, Deimos, Keres e Kydoimos) e dalle quattro legioni di Berserker, i suoi Cavalieri. Sconfitto, però, si ritirò negl'Inferi chiedendo aiuto ad Ade e fu questa la causa della prima guerra tra la dea della giustizia e il dio degl'Inferi.
Saga nell'anime, differentemente dal manga in cui si spaccia per il Grande Sacerdote, quando veste i panni di Arles ( "Aresu" pronuncia in giapponese) avendo la "L" e la "R" una fonia quasi identica in lingua madre ha fatto credere in torto che il vera pronuncia del nome fosse Ares.
Molti fan di conseguenza hanno pensato che il Gold Saint fosse posseduto dal dio della Guerra. A dimostrazione che il la cosa non sussiste e che Arles non era Ares vi è "La storia segreta di Excalibur" dell'artbook Jump Gold Selection 2, creata per correggere alcuni errori di sceneggiatura della serie animata, in cui troviamo Saga che, oltre al grande sacerdote, uccide in un secondo momento il primo ministro Arles, cavaliere d'argento dell'altare, il cui cadavere viene rinvenuto da Castalia nella serie animata, vanificando ogni possibile speculazione sul nome e sul probabile accostamento tra Saga e il Dio della Guerra.
Nonostante tutto questa leggenda metropolitana ha lasciato una traccia non solo nei fan ma anche nei vari autori che hanno prodotto spin-off legati a Saint Saiya.
Per citarne qualcuno,In Episode G, Saga dice di ambire nel diventare potente come Ares mentre In Saintia Sho, la dea della discordia crea una copia della versione malvagia di Saga che si proclama Ares, dio della guerra.

#### Poseidone/Nettuno
Dio e Re del mare, fratello di Zeus e Ade. Nemico di Atena sin dall'epoca mitologica, a partire dalla prima Guerra Sacra per il possesso dell'Attica.
Quando si risveglia s'incarna sempre nel corpo dell'erede della famiglia Solo, dinastia greca di ricchi magnati del commercio marittimo.
Nella guerra sacra del XX secolo descritta nel manga e anima classico di Saint Seiya, scatena un nuovo diluvio universale per sterminare l'umanità, ma verrà fermato da Atena/Saori con l'aiuto dei suoi Cavalieri.
Poseidone appare anche come personaggio giocabile nel videogioco per PSP di Saint Seiya Omega, e nel videogioco per PS3, Saint Seiya Brave Soldier e nel videogioco per PS3,PS4 e PC, Saint Seiya Soul Soldier's.
I guerrieri di Poseidon sono i 7 Marina, generali degli abissi al servizio del dio dei mari, che hanno a loro volta un esercito di guerrieri semplici.

#### Zeus
Il Re degli dei che governa l'universo. Padre di Atena, Artemide, Apollo ed Ares e fratello di Ade e Poseidone, Zeus (天帝ゼウス, Tentei Zeusu) fa la sua prima apparizione nell'episodio 97, mentre Syria spiega la ripartizione del potere fra le varie divinità. Qui appare come un vecchio uomo con la barba bianca e l'armatura rossa decorata con dei soli. Nella versione italiana di questo episodio (ma già prima durante la saga delle dodici case) viene chiamato con il nome latino, Giove.
Zeus appare molto spesso in versione giovanile come un ragazzo coi capelli lunghi, raccolti in treccine nel manga prequel Episode G, mentre nella Taizen viene mostrata la sua armatura divina Kamui disegnata da Masami Kurumada. Viene anche nominato in Next Dimension dove si specifica che Zeus è una divinità più potente di Ade e Poseidone (essendo egli il Re dell'Olimpo). Alla fine di Saint Seiya Next Dimension viene detto che Zeus un giorno potrebbe anche decidere di distruggere tutta l'umanità, poiché secondo quello che ci dice Apollo, gli uomini con le loro azioni hanno stufato Zeus. 
Come nella mitologia classica, Zeus divenne il Re dell'Olimpo spodestando suo padre Crono e sconfiggendo sia lui che i Titani, intrappolandoli negli abissi del Tartaro. Da quel giorno, Zeus governa sull'intero cosmo, sebbene abbia concesso ai fratelli Ade e Poseidone di dominare rispettivamente l'oltretomba e il mare, mentre lui regna sui cieli. Atena è da sempre la sua figlia favorita, alla quale Zeus aveva lasciato in custodia la Terra. Nel corso della serie, Zeus viene solo citato, non appare mai, pertanto è sconosciuta la sua posizione, se sia cioè dalla parte di Atena e dei suoi cavalieri o no. Tuttavia, giacché pare che gli dei dell'Olimpo non vedano di buon occhio il modo in cui i Cavalieri di Atena e la loro dea hanno provocato la morte di ben due divinità (che tra l'altro sono i fratelli di Zeus) e conoscendo il carattere di Zeus (irascibile e geloso del suo dominio) è probabile che non veda di buon occhio i protagonisti.
I guerrieri dell'Olimpo sono gli Angeli.
- In Episodio G Assassin Zeus è il nemico finale di questo manga, ma non appare mai fisicamente ma con il suo spirito si impossessa di altri corpi come Aiolos e Aiolia. Questo Zeus però non è lo Zeus della storia regolare ma si scopre che è un Zeus proveniente da una realtà alternativa, un l'altra dimensione. Verrà sconfitto da un Shura del Capricorno.

#### Cupido
Cupido o Eros è il dio dell'amore figlio della dea Afrodite. Viene citato da Thanatos nel manga classico di Saint Seiya, sembra sia solito fare scherzi alle Ninfe.

### Dei non olimpici

#### Atlante
Atlante è un Titano di proporzioni gigantesche, figlio di Giapeto che combatté insieme al padre e agli altri Titani durante la Gigantomachia, e fu per questo punito da Zeus a sopportare per l'eternità il peso del cielo.
Viene citato in Episode G da Temi, che lo usa come metafora per descrivere il peso delle colpe di cui i Cavalieri d'Oro si macchiano lottando contro gli dei.

#### Asclepio
Asclepio, Dio della medicina e Serpenti, viene nominato e fatto accenno al suo mito in Saint Seiya Next Dimension il sequel del manga originale.

#### Ade
Fratello di Zeus, nemico numero uno di Atena, e dio dell'Oltretomba che mira a conquistare la Terra per farne una landa buia e priva di vita. Nella guerra sacra del XX secolo descritta nella serie classica di Saint Seiya infatti, tramite la "Grande Eclisse", vuole sterminare tutto il genere umano ed ogni forma di vita sulla terra, allineando con il suo divino potere tutti i pianeti del sistema solare, causando così un'eclissi eterna di sole che avrebbe riportato la terra in una nuova e permanente era glaciale, ma Athena/Saori grazie all'aiuto dei suoi Cavalieri, riuscirà a sconfiggerlo definitivamente.
A differenza di Atena non si reincarna, ma s'impossessa del corpo dell'uomo più puro della Terra. I suoi ultimi due ospiti sono stati Aron nel 1743 e Shun di Andromeda nel XX secolo (un Cavaliere della stessa Atena).
I guerrieri di Hades sono i 108 Specter.

#### Deimos
Dio del Terrore, figlio e seguace di Ares, nominato in Episode G.

#### Eris
Dea della discordia. Appare nel primo OAV La dea della discordia del 1987, dopo essersi reincarnata nel corpo di una giovane fanciulla, con la sacra mela d'oro tenta di assorbire il potere di Atena, ma verrà sconfitta dai Cavalieri di Atena.
È anche la dea antagonista di Atena, nel manga Saint Seiya Saintia Sho del 2015, che è ambientato in contemporanea con la saga classica del grande tempio, e prima della saga di Poseidone. I guerrieri di Eris sono i 5 ghost saint nel film/oav oppure le Driady in Saintia Sho. L'aspetto di Eris nel film/oav è diverso da quello visto in Saintia Sho, ed anche la sua storia è diversa tra Saintia Sho e film/aov, anche se in Saintia Sho hanno copiato alcune cose che sono presenti nel film/oav come per esempio la presenza di alcuni ghost Saint oppure la cometa in cui era stata imprigionati Eris.

#### Euribia
Dea marina, sposa di Crio e figlia di Ponto. Compare in un capitolo di Episode G, mentre cerca di convincere il marito a ritirarsi dalla guerra contro i Saint e di raggiungerla nel suo palazzo, ma questi rifiuterà e si batterà fino alla morte contro Shura. Alla sua scomparsa la dea marina piangerà la perdita del compagno
Nonostante Ponto sia suo padre, ella stessa ne ha timore e sospetta che il risveglio dei Titani nasconda una qualche macchinazione

#### Hypnos
Hypnos (ヒュプノス?) è il Dio del Sonno, fratello gemello del Dio della Morte Thanatos. Alla sua prima apparizione si presenta come "Colui che domina il sonno". È doppiato da Futamata Issei (OAV di Hades) e Tomohiro Tsuboi (Lost Canvas) nella versione giapponese, e da Mario Zucca (OAV di Hades) e Tony Sansone (Lost Canvas) in quella italiana.
Hypnos è un personaggio del manga classico di Saint Seiya, vive insieme al fratello gemello Thanatos nell'Elisio fin dall'era mitologica; ha gli occhi e i capelli color d'oro, e come il fratello ha sulla fronte un disegno a forma di stella. Di carattere freddo e calmo, invece di uccidere i suoi avversari violentemente come fa suo fratello preferisce addormentarli per sempre con il suo colpo "Eternal Drowsiness". Nel combattimento avvenuto nei Campi Elisi inizialmente preferisce restare in disparte lasciando a suo fratello Thanatos il compito di annientare i 5 Cavalieri di bronzo che hanno raggiunto quella sacra dimensione, ma poi dopo la sua sconfitta avvenuta per mano di Pegasus che ha acquisito l'armatura divina, decide di scendere in campo e riesce a sconfiggere Andromeda con la sua micidiale tecnica Eternal Drowsiness ma, dopo che anche gli altri Cavalieri acquisiranno le armature divine grazie al sangue divino di Atena, viene sconfitto da un potente attacco combinato di Cristal e Sirio che evitano anche la tecnica del dio. Poco prima di morire, avvertita la rinascita del signore dell'Oltretomba, in quel mentre pronuncerà queste sue ultime parole: "hanno fatto rinascere Hades nel suo vero corpo, ora tutto verrà avvolto dalle tenebre, il genere umano si estinguerà".
Nella versione italiana del manga non canonico di Lost Canvas è stata usata la traduzione italiana del nome: Ipno.
La sua tecnica principale è Eternal Drowsiness (エターナルドラウジネス?, Etanaru Doraujinesu, "Oblio Eterno" nell'adattamento italiano dell'anime ed "Eterno Sopore" nella versione italiana del videogioco I Cavalieri dello Zodiaco Brave Soldiers): Hypnos concentra il suo cosmo, facendo cadere l'avversario in un sonno eterno; impedendogli una eventuale rinascita.

#### Ker
Appare nei capitoli di Saint Seiya Origini di Masami Kurumada contenuti nell'ultima edizione del manga di Saint Seiya, la Saint Seiya Final Edition. La Dea Ker è la personificazione del destino dei guerrieri, ed è sorella di Thanotos e Hypnos, ed è anche la causa dello spirito maligno presente nel corpo di Saga dei Gemelli. Infatti ci viene mostrato che è stata lei ha inserire nel corpo di Saga, quando era neonato, uno spirito malvagio, questo spirito è indicato come un terzo gemello malvagio. 

#### Nemesi
Nemesi è la dea greca della giustizia intesa come giustizia arbitraria. È l'antagonista, il villan, del manga Saint Seiya Rerise of Poseidon.

#### Kyodamos
Dio del Caos, seguace di Ares.

#### Muse
Le nove dee delle arti, figlie di Zeus e Mnemosine; vengono citate in episode G

#### Oneiroi
Dei minori del sonno, sottoposti di Hypnos e fedeli ad Ade. Si dice che siano figli o fratelli dello stesso Hypnos, chiamati anche Guardiani dei sogni. Appaiono nel manga non canonico Lost Canvas
Sono Onirio, Fantaso, Iceleo e Morfeo e presiedono il mondo dei sogni ed ognuno di loro ne governa un aspetto o una tipologia (ad esempio Iceleo gli incubi ed Onirio gli oracoli). Onirio è il loro comandante e può unirsi alle anime dei suoi fratelli. Non dimostrano di possedere un'elevata capacità combattiva, difatti vengono battuti tutti dal Gold Saint El Cid del Capricorno. Nel gaiden di El Cid appare anche Fobetore, un quinto dio dei sogni, ma nella mitologia tale divinità non esiste, esso è solo il secondo nome di Icelo.

#### Phobos
Dio della Paura, figlio e seguace di Ares, nominato in Episode G

#### Prometeo
Figlio di Giapeto e Temi, è colui che ha donato il fuoco agli uomini e, probabilmente (visto che Ponto li chiama -suoi figli-) li ha creati o comunque ha contribuito al loro sviluppo
Come da Mito, fu castigato da Zeus e legato ad un monte con un'aquila a divorargli il Fegato ogni giorno, per poi rigenerarsi la notte... per l'eternità. Appare nell'epoca moderna alla morte dei genitori di cui raccoglie le spoglie precipitate del tartaro, quindi si unisce a Ponto dimostrandosi suo fedele e alleato. Commenta col dio gli scontri tra i cavalieri di Atena e i Titani nel territorio di questi ultimi, difendendo talvolta i mortali dalle ire o dagli scherni del dio dei mari, sebbene non si opponga mai fisicamente alle sue azioni, ma si limita a controbatterne le parole

#### Tifone
Mostruosa e gigantesca divinità del vento. Ne esistono due versioni, molto diverse dal punto di vista fisico del personaggio e della sua storia: una che compare nel romanzo Gigantomachia, dove viene definito il più potente dei Giganti, dotato di un potere simile a quello degli dei olimpici, è dove viene sigillato nuovamente grazie al sacrificio del Cavaliere della Chioma di Berenice, Mei. La seconda appare in Episode G in un capitolo speciale dedicato ad Aiolos che ne impedisce il risveglio tramite una delle sue frecce d'oro.

#### Thanatos
Thanatos (タナトス?) è il Dio della Morte, fratello gemello del Dio del Sonno Hypnos. Il suo nome completo è Thanatos, il Dio che governa la morte (死を司る神タナトス?, Shi o tsukasadoru kami Thanatos). È doppiato da Toshio Furukawa (OAV di Hades) nella versione giapponese, e da Raffaele Farina (OAV di Hades) e Lorenzo Scattorin (Lost Canvas) in quella italiana.
Personaggio del manga classico di Saint Seiya, il dio Thanatos (letteralmente "morte") vive insieme al fratello gemello Hypnos nell'Elisio fin dall'Era Mitologica; ha occhi e capelli color d'argento, e come il fratello ha sulla fronte un disegno a forma di stella. Di carattere arrogante e impulsivo, amante del sangue e della violenza, uccide a distanza Pandora, ritenendola una traditrice poiché aveva aiutato i Cavalieri di bronzo, in particolare Phoenix ad oltrepassare la barriera dell'Iperdimensione. Appare per la prima volta nel suo Tempio situato nell'Elisio circondato da ninfe, intento a suonare per loro. Si scontrerà in duello contro i 5 Cavalieri di bronzo (Seiya, Shiryu, Hyoga, Ikki e Shun) giunti nell'Elisio, e con i suoi enormi poteri riesce a sconfiggere contemporaneamente tutti, distruggendo senza sforzo anche le potenti Armature d'Oro giunte in loro soccorso; un tale gesto è una enorme prova di forza, dato che Nettuno, nella sua incarnazione di Julian Solo, non era nemmeno riuscito a danneggiare le Armature d'Oro. Tuttavia, dopo che i Cavalieri acquisiscono le armature divine grazie al sangue di Atena, viene sconfitto dagli attacchi mortali di Pegasus. Nel manga, prima di morire, pronuncerà queste ultime parole: "no, è accaduto l'impossibile, nonostante io sia un dio, sono stato sconfitto da un uomo".
Nella versione italiana del manga non canonico di Lost Canvas è stata usata la traduzione italiana del nome: Tanato.
La sua tecnica principale è Terrible Providence ((テリブルプロビデンス?, Teriburu Purobidensu, "Dannazione Eterna" nell'adattamento italiano dell'anime e "Infausta Provvidenza" nella versione italiana del gioco I Cavalieri dello Zodiaco Brave Soldiers), che consiste in una gigantesca sfera di energia di immane potenza distruttiva; è talmente potente che può danneggiare seriamente un'armatura d'oro senza difficoltà.

### Ninfe
Sono le dee (minori) dei fiori e dei prati, stupende fanciulle eternamente giovani, viste nell'Elisio nel manga/anime classico nel tempio di Thanatos.

### Dei antichi
Sono le divinità nate agli albori della terra, prima fra tutte Gaia, che si è auto-fecondata generando i suoi figli (e in alcuni casi compagni): Urano, Ponto, Erebo, le quali hanno plasmato il mondo rendendolo da massa amorfa a luogo adatto a sviluppare la vita attraverso il potere della Dunamis e l'Eskatos Dunamis (la sua forma evoluta).

#### Gaia
La madre Terra, generatrice della prima stirpe divina che plasmò il pianeta. Da quanto affermato dai discorsi con Ponto fu allontanata dal suo ruolo di autorità suprema nei tempi del Mito ed è ora prigioniera di una fontana da qualche parte nel territorio dei Titani sopra il Tartaro.
Ponto intende sacrificare i Titani per liberarla e con lei tutti i suoi fratelli (Urano, Erebo, ecc...) per creare un nuovo mondo. Durante i duelli tra i Cavalieri d'Oro e uno dei titani, per tutto il tempo ella sottrae ai propri figli la Dunamis (il cosmo divino) indebolendoli sempre più e quando i Cavalieri di Atena giungono al trionfo sul loro avversario tutta la sua forza passa alla Madre Terra, il che uccide il Titano e lo fa nuovamente precipitare nel Tartaro. Sembra che questo processo causi sofferenza a Gaia (dispiacendosi forse per la morte dei figli), sebbene Ponto la rassicuri sul suo giusto operato.
Più passa il tempo e più sembra che la fontana e il territorio in cui ella risiede si espanda, come a significare il suo costante aumento di potere e a poco a poco è affiancata dagli spettri degli dei (come riconosciuto anche da Prometeo) con cui ha creato e intende ricreare il mondo.
Viene raffigurata come una gigantesca donna dal corpo perfetto e dalle forme armoniose, con pelle bianca o scura (come i Titani) e con lunghi capelli mossi che impediscono di visualizzarne appieno il volto, lasciando visibili solo le labbra.
In una intervista Kurumada ha dichiarato che dopo la saga di Zeus avrebbe intenzione di fare una saga conclusiva in cui Gaia è il nemico finale dei cavalieri e dove questi ultimi dovranno combattere anche con le altre divinità primordiali.

#### Erebo
Uno dei primi dei creati da Gaia, nominato da Iperione.

#### Eros
Uno dei primi dei creati da Gaia, nominato da Iperione.

#### Tartaro
Citato nel romanzo Gigantomachia, probabile padre di Tifone; è sia un dio che un luogo (l'abisso oscuro in cui vengono precipitati e sigillati altri dei, tra cui i Titani); potrebbe essere persino più antico di Gaia.

#### Titani
Prima potentissima stirpe divina generata da Urano e Gaia. Sono stati sconfitti da Zeus e richiusi nel Tartaro nei tempi antichi, ma Ponto li ha risvegliati con lo scopo di usarli per far risorgere Gaia sacrificandoli. Visti in Episode G.

#### Ponto
Dio del mare, figlio di Gaia e mente dietro il risveglio dei Titani.
Ha una figlia di nome Euribia, moglie del titano Crio, è tornato in vita quando Aiolos ha distrutto Apophis.

#### Urano
Dio del cielo, Urano è il padre di Crono e il marito della dea madre Gaia, creato da quest'ultima col compito di creare il mondo insieme ai fratelli Ponto, Eros ed Erebo.
Essendo un tiranno rinchiuse i propri figli nel Tartaro, Gaia quindi decise di punirlo donando al figlio Crono la micidiale arma Megas Drepadon , con essa il figlio lo uccise.
Prima di spirare, però, Urano rivelò al figlio che anche a lui sarebbe toccata la stessa sorte.
Dai flashback apprendiamo che la sua arma era un'alabarda.

### Dei ancestrali
Sono gli dei più antichi dell'universo stesso, entità astratte e supreme nel Pantheon.

#### Chronos
Dio supremo del Tempo apparso nel manga sequel della serie classica Saint Seiya Next Dimension, pare non disponga di un corpo fisico, ed è rappresentato come una lucente "galassia"(nella mitologia infatti il Chronos primordiale non ha corpo fisico, egli è il tempo stesso), la sua entità riposa in un lago situato alle pendici del sacro monte Olimpo, questo luogo è chiamato "la porta dello spazio-tempo". Atena (Saori/Lady Isabel) lo raggiunge dopo aver scoperto che solo lui ha il potere di viaggiare e controllare il tempo, precluso persino ai 12 dei Olimpici. Viene inoltre detto che Chronos è più potente di Zeus. 
Chronos concede alla dea della guerra e al suo accompagnatore Shun di tornare indietro alla precedente guerra sacra con Ade nel XVIII secolo, per tentare di salvare la vita a Seiya, maledetto dalla spada del dio dell'oltretomba. Tuttavia il dio Cosmogonico avvisa Atena di non interferire col flusso del Tempo e, per ulteriore garanzia, influisce sui suoi tolomeri facendola regredire ad infante.
Sebbene sia una divinità suprema, Chronos pare piuttosto annoiato e non gradisce essere disturbato da alcuno, difatti colpisce Atena (scheggiando il suo scudo, L'Egida) e disintegra il corpo di Hecate che ha osato rivelare la sua posizione, spedendo la polvere del suo corpo a migliaia di anni luce di distanza.
Per far viaggiare nel tempo apre una sorta di squarcio nello spazio-tempo composto da innumerevoli nebulose (che sono i punti di accesso per raggiungere differenti periodi temporali) che ruotano attorno ad una gigantesca clessidra dorata.
Secondo l'ipermito Chronos è la divinità a cui è attribuito il Big Bang e quindi la genesi dell'universo spazio temporale come lo conosciamo.
- Crono è il principale nemico di Aioria in Episode G nonché il re dei Titani. Prima appare solo come Cosmo, poi quando assume la forma umana, non ha più memoria, in quanto gli è stata rimossa dalla sorella Mnemosine.

#### Kairos
Fratello minore di Chronos e dio del tempo che rappresenta l'attimo unico ed irripetibile, appare nel manga non canonico Lost Canvas.
Viene sconfitto da Aspros dei Gemelli nel manga di Lost Cavans. 
Nel gaiden dedicato a Shion, scopriamo che Kairos è ancora vivo, ma verrà poi sconfitto definitivamente dal gold saint Shion dell'Ariete.

## Dei non greci
Qui di seguito sono riportati gli dei non appartenenti alla mitologia classica greca, che appaiono o sono nominati all'interno della saga.

### Dio Cristiano
Viene nominato nel manga classico di Saint Seiya, quando Mitsumasa Kido (nonno di Saori/Lady Isabel) parla di Abramo in relazione al dover sacrificare i propri figli votando la loro vita al combattimento. Viene nuovamente citato, sia nel manga classico che nell'anime, dicendo che è stato Lui a mandare Athena per salvare l'umanità.
L'orfanotrofio dove si trovano Lania e i bambini è un orfanotrofio cristiano con una chiesa.
Il personaggio di Cristal indossa un pendente d'oro a forma di croce, che è un elemento cristiano. Tale pendente è denominato rosario della Croce del nord, altro nome della costellazione del Cigno, in opposizione alla Croce del Sud.

### Dei aztechi
Sono divinità aliene, giunti sulla terra coi loro seguaci millenni or sono al fine di supervisionare l'evoluzione umana e, eventualmente, correggerla.

#### Quetzalcoatl
Divinità Maya, rappresentato dal serpente piumato. Appare nel Gaiden della serie Lost Canvas dedicato a Cardia dello Scorpione. Giunse sulla terra migliaia di anni fa, insieme alla sua controparte Tezcatlipoca. Alla fine questo dio viene sigillato nuovamente da Sasha.

#### Tezcatlipoca
Divinità Maya della distruzione. Appare nel Gaiden della serie Lost Canvas dedicato a Cardia dello Scorpione. Giunse sulla terra migliaia di anni fa, insieme alla sua controparte Quetzalcoatl per supervisionare all'evoluzione del genere umano. Verrà sigillato da Atena. Ha l'aspetto di un giaguaro gigantesco e mostruoso.

### Divinità buddiste
Si tratta di divinità spirituali della tradizione buddista, sono spiriti superiori.

#### Buddha
È un "risvegliato", ed indica, secondo il Buddhismo, un essere che ha raggiunto l'illuminazione (bodhi) e in particolare il massimo grado di essa (samyaksaṃbodhi), divenendo un qualcosa di assimilabile alle divinità buddiste. Visto nel manga/anime classico e in Next Dimension, in particolare Virgo della Vergine viene nominato come la reincarnazione del Buddha nel XX secolo.
Nel manga classico Virgo è un seguace di questa religione e filosofia. Nell'anime lo sono sia lui che i suoi allievi, Pavone e Loto.

#### Marishiten
Nominato nel quarto film come divinità della guerra e avversario di Lucifero, assieme ad Atena e all'arcangelo Michele. Nella realtà Marishi-ten è nome cinese della dea buddista Marici, spesso inclusa tra i Dodici Generali Celesti che proteggono il Buddha Bhaisajyaguru e venerata dai samurai come loro protettrice. L'immagine apparsa nel film ricorda invece il deva Daijizaiten (nome di Shiva nel buddismo Shingon), un altro dio del pantheon buddista.

#### Fudo-Myo-Oh
È il nome giapponese di Achala (lett. L'Inamovibile), uno dei Cinque Re di Saggezza che proteggono i praticanti buddisti. Si tratta dell'entità da cui Shaka in Episode G attinge all'energia per la barriera del Kahn ed in Saint Seiya Ω il Gold Saint omonimo alleato di Mars si presenta come sua reincarnazione.

### Divinità Cinesi
Non si conosce nulla della loro origine, ma vengono citati nel manga classico di Saint Seiya è nel suo sequel Next Dimension

#### Dio Dragone
Viene citato nel manga classico di Saint Seiya ed anche in Next Dimension nel quale dona la gemma del drago al Saint del Dragone Shiryu, che si fonde con il tatuaggio che il ragazzo ha sulla schiena.

### Divinità egizie
Non si conosce nulla della loro origine, ma hanno collegamenti con gli dei greci più antichi (come Ponto e Iperione).

#### Apopi
Dio egizio del Caos apparso nel manga prequel Aiolos-hen ed eterno nemico del dio Ra.
Ha le sembianze di un gigante dal corpo umano femminile, dotato di molte teste di serpente nere come la notte. Non sembra dotato di parola.
È stato imprigionato in una tomba egizia, custodita da statue rese vive grazie all'ichor, ma nel XX secolo comincia a risvegliarsi e Aiolos viene mandato in Egitto per abbatterlo.
Viene sconfitto con l'Infinity Break, ma la sua sconfitta permette il ritorno di Ponto, l'Oceano Primordiale tenuto prigioniero dalla sua eterna lotta contro il dio del sole.

#### Ra
Dio egizio del Sole, nemico di Apophis. Non compare mai nel manga, ma viene citato in Episode G, in cui Aiolos si scontra con una sua armata.

### Divinità irlandesi
Sono le divinità dei miti celtici d'Irlanda, a differenza di altre divinità hanno perduto i loro corpi fisici e ora sono spiriti della natura.

#### Balor
Re dei Fomoriani della mitologia irlandese, nemico principale del settimo volume extra di Saint Seiya Lost Canvas, dedicato a Regolo di Leo. Verrà sconfitto da Regolo del Leone.

#### Ethlinn
Figlia di Balor e madre di Lùg, viene ricordata dal padre in un flashback (a causa della somiglianza di Connor, sua discendente) durante l'ultimo capitolo della storia dedicata a Regolo.

#### Lúg
Divinità a capo dei Túatha Dé Danann e nipote di Balor, fu colui che lo sconfisse durante la guerra tra il suo popolo e i Fomoriani (di cui Balor era il sovrano). Da lui discende una nobile casata d'Irlanda, alleata del Santuario, che custodisce il sigillo di Balor

### Divinità romane
Divinità dell'antica Roma, controparti degli dei greci che scatenano una guerra contro Atena e i Saint in SS Omega. I primi a comparire sono Mars (l'unico di cui si conosca l'origine) e i Quattro Re Celesti al suo servizio, che, durante il primo scontro coi Saint, hanno affrontato Seiya e i suoi amici, mentre Atena è riuscita a sigillare e uccidere i Quattro Re Celesti. Durante la battaglia dei nuovi Bronze Saint alla 12ª casa, Amor dei Pesci riesce a resuscitarli, anche se non ha potuto togliere le ferite di luce inferte loro da Atena.
A questi si aggiunge poi Saturn, colui che si cela dietro a Pallas come vero capo dei Pallasiti.

#### Mars
Dio del pianeta Marte e del conflitto (in quanto omologo romano di Ares), è un personaggio originale di Saint Seiya Omega. Indossa un'armatura chiamata Galaxy. La sua vera identità è dell'umano Ludwig posseduto dallo spirito di Marte e, successivamente alla caduta del meteorite, investito da un potentissimo cosmo oscuro, derivante da Apsu, e che a poco a poco lo conduce alla follia (trasformandolo in un demone). Dopo la sua sconfitta Medea trasferirà il cosmo oscuro a suo fratello Amor e questi ne infetterà Koga per risvegliare Apsu.
I suoi guerrieri sono i Martian.

#### Bacchus
Uno dei quattro re Celesti, è l'omologo romano di Dioniso, il dio greco del vino, nonché il più grande e massiccio dei quattro. Possiede l'elemento acqua, è il primo ad essere sconfitto da Koga tramite il potere del suo cosmo oscuro.

#### Diana
L'unica donna dei re Celesti, possiede l'elemento fulmine che usa sotto forma di arco e frecce, essendo la controparte romana di Artemide. Viene sconfitta dai 100 draghi di Ryuho

#### Romolus
Comandante dei 4 re celesti, possiede l'elemento della terra. Presumibilmente, è l'incarnazione di Romolo, figlio, insieme a Remo, del dio Marte e di Rea Silvia, asceso poi a divinità come dio romano delle curie. La sua Galaxy rimanda chiaramente allo stile romano. Viene sconfitto da Haruto.

#### Vulcanus
Controparte romana di Efesto, è l'ultimo dei 4 re celesti, possiede l'elemento del fuoco, verrà sconfitto da Souma.

#### Saturn
Divinità romana dell'agricoltura e controparte romana di Chronos. In SS è il dio del tempo, il dio a capo dei Pallasiti (essendo colui che si cela dietro le azioni di Pallas), e la sua armatura è una Chronotector. Al fine di osservare l'umanità da vicino, si è reincarnato in un ragazzo umano, Subaru, rinascendo in quest'ultimo grazie al cosmo che Europa sottrae ad Atena e Pallas. Divinità estremamente potente, grazie al suo potere sul tempo può rigenerare in eterno sia il suo corpo sia la propria corazza, quindi anche se ferito o danneggiato non può essere però distrutto in nessun modo. Alla fine rivedrà la sua visione sugli uomini grazie alle esperienze fatte come Subaru.

### Altri

#### Apsu
Dio mesopotamico delle acque sotterranee, mentre in SS è l'incarnazione della materia ed energia oscura dell'universo. Nemico finale della prima serie di Saint Seiya Omega. Possiede un enorme cosmo di "Tenebre" capace di contaminare come un'infezione ogni essere vivente, umano o divino, e impedirgli di bruciare il cosmo. Il suo potere viene evocato da Medea durante la lotta tra Mars e Atena, per distruggere quest'ultima. Fermato dall'egida della God Cloth della dea, il suo potere investe Mars e Koga. Dopo la sconfitta del dio dei Martian, Medea usa suo fratello Amor per trasferire l'oscurità di Mars a Koga e trasformarlo nel ricettacolo di Apsu, che ucciderà Amor per poi attaccare i restanti Bronze infettandoli con l'oscurità. Sarà l'intervento di Seiya a fermarlo e, assieme a Yuna, libereranno Koga. Apsu però riuscirà a catturare Atena e trasportarla nel mondo di tenebra che governa e li verrà affrontato da Koga col Gold Cloth del Sagittario; grazie all'aiuto della luce di Aria riuscirà a sconfiggerlo. Apsu afferma di essere stato l'artefice dell'universo primordiale, ovvero le tenebre senza forma antecedenti al big bang, e in quanto tale di autodefinisce "il grande padre", ovvero colui da cui tutto deriva, in seguito però le divinità più giovani gli sottrassero la sua creazione e cambiarono l'universo rendendolo idoneo alla vita, Apsu prova quindi odio per gli dei e vuole riprendersi ciò che è suo, mentre non considera minimamente gli altri esseri viventi, eccetto Kouga che, come umano permeato dalle sue tenebre, può essere degno di esistere cose suo figlio.

#### Pallas
Nella seconda serie di Omega, ambientata dopo la battaglia contro Apsu, appare la dea Pallas, sorellastra di Atena, torna sulla terra per sfidare la sorellastra; essa è a capo di un gruppo di guerrieri chiamati Pallasiani.

#### Lucifero
Angelo decaduto che aspira a diventare il dio dell'intero universo. Compare nel IV OAV L'ultima battaglia (film 1989). Il suo potere è paragonabile a quello di una divinità dell'olimpo estremamente potente, essendo egli risorto sfruttando gli spiriti delle divinità: Poseidone, Discordia e Febo Apollo.
I suoi guerrieri sono i 4 Demoni.

#### Odino
Dio supremo di Asgard, Odino è la divinità non greca che ha il ruolo più importante nella serie, poiché appare a Pegasus (a cui ha prestato la sua armatura, la Odin Robe) spingendolo a combattere per liberare Hilda dall'Anello del Nibelungo.
Mentre parla si può distinguere il suo volto, disegnato in maniera fedele a quello riportato nella statua.
La sua arma è la spada Balmug, la quale si trovava sigillata col resto dell'armatura all'interno della spada della sua statua ad Asgard.
È doppiato in Italia da Orlando Mezzabotta, mentre in originale da Kenji Utsumi.
La sua armatura compare indossata da Seiya anche nel videogioco per Playstation 3, Saint Seiya Santuary Battle.
I suoi guerrieri sono i 7 Cavalieri di Asgard in originale i 7 God Warriors.

#### Loki
Dio dell'Inganno appartenente (come Odino) al pantheon più famoso delle mitologie nordiche. Riesce quasi a distruggere Asgard attraverso l'albero leggendario Yggdrasill. Nemico principale nella serie Saint Seiya Soul of Gold, viene sconfitto dai 12 Cavalieri d'oro della serie classica di Saint Seiya, i quali hanno ottenuto 12 Armature d'oro divine.